# Las Sidras
Las Sidras är en ort i Mexiko.   Den ligger i kommunen Chila och delstaten Puebla, i den sydöstra delen av landet, 210 km sydost om huvudstaden Mexico City. Las Sidras ligger 1 677 meter över havet och antalet invånare är 406.
Terrängen runt Las Sidras är huvudsakligen kuperad, men åt nordost är den platt. Runt Las Sidras är det ganska tätbefolkat, med 108 invånare per kvadratkilometer. Närmaste större samhälle är Petlalcingo, 11,5 km norr om Las Sidras. I omgivningarna runt Las Sidras växer huvudsakligen savannskog.